# Neelamani Devi
Neelamani Devi (Manipur, 1 de septiembre de 1938) es una artesana y maestra ceramista india. Sus obras han sido el tema de dos documentales: Mittee aur Manab, del reconocido cineasta Mani Kaul, y Nilamani: The Master Potter of Manipur, de Aribam Syam Sharma. La serie de televisión Mahabharata también incluyó sus creaciones en uno de los episodios. En 2007, el Gobierno de la India le concedió la cuarta condecoración civil más importante, el Premio Padma Shri, por su contribución al arte de la cerámica.

## Trayectoria
Hija de Kharaibam Devasingh Singh y Kharaibam Ongbi Sanajaobi, nació en Thongjao Keithel Leikai, distrito de Thoubal en el estado de Manipur, en el noreste de la India, y recibió las primeras clases de cerámica de su madre. En su infancia perdió a sus padres, pero con el apoyo del Khadi and Gram Udyog Mandal, continuó sus estudios en Somthal Pargana, Bihar, y concluyó su formación en 1960. Comenzó su carrera como docente en la Dirección de Industrias del Gobierno de Manipur, pero dejó este trabajo para regresar a su pueblo donde fundó el Centro de Formación y Producción de Cerámica en 1966. Allí formó a las mujeres de la zona en las técnicas cerámicas, lo que les ayudaría a ganarse la vida.
Devi recorrió la India y el exterior con sus obras; fue miembro de la delegación india que intervino en la exposición y muestra Cinco Artesanos Indios en el Museo de Etnografía de Suecia, como parte del Festival de la India. También participó en exposiciones y demostraciones en varios lugares de Japón, como el Museo de Arte de la Prefectura de Hyōgo, Kobe, ( El arte de los adivasi ), el Museo del Tabaco y la Sal, Tokio, el Museo Tougen, Shirane y Yamanasi, el Museo de Historia y Folklore de la Prefectura de Saitama, y el Museo Mithila, Tokamachi y Nigata (Exposiciones de Arte Adivasi Indio). En 1986, el reconocido cineasta Mani Kaul realizó un documental sobre ella, titulado Mittee aur Manab, y Aribam Syam Sharma siguió su ejemplo en 2003 con su película Nilamani: Master Potter of Manipur,  realizada para Doordarshan, Guwahati. En uno de los episodios de la serie de televisión india, Mahabharata, y los primeros tres episodios de la serie de televisión Mahabharata realizados por la televisión francesa presentaron sus obras cerámicas. Los pormenores de su trabajo también se han documentado en un libro, Other Masters: Cinco artistas populares y tribales contemporáneos de la India, publicado en 1998 por la Corporación de Exportación de Artesanías y Telares Manuales de la India. El libro es un texto de referencia para los estudiantes de la Universidad de Goa.

## Reconocimientos
Recibió dos premios en 1986, el Premio Nacional al Maestro Artesano con un Certificado de Honor del Gobierno de la India y el Premio Tulsi Samman del Gobierno de Madhya Pradesh. Durante 2005-2006, recibió dos premios más, el premio Samaj Kalyan Seva durante su viaje a Suecia y el premio Karmayogi del Club de Leones Internacional. El Gobierno de la India volvió a homenajearla, en 2007, incluyéndola en el lista de honores del Día de la República para el premio civil Padma Shri.